# Corinne De Vailly
 (novembre 2017).
Si vous disposez d'ouvrages ou d'articles de référence ou si vous connaissez des sites web de qualité traitant du thème abordé ici, merci de compléter l'article en donnant les références utiles à sa vérifiabilité et en les liant à la section « Notes et références ».
Corinne De Vailly, née le 10 septembre 1959 à Saint-Quentin, est réviseuse-correctrice pour plusieurs maisons d'édition québécoises et auteure à temps plein. En collaboration avec sa sœur, Sylvie-Catherine De Vailly, elle a publié la série Phoenix, détective du Temps (voir l'article sur Nicolas Flamel), aux éditions du Trécarré.
Elle est aussi coauteure avec Normand Lester des polars Chimères (2002) et Verglas (2006) publiés chez Libre-Expression.
Elle a publié une foule d'ouvrages, dont deux séries jeunesse, Celtina, et Emrys, aux Éditions des Intouchables. Son premier livre de jeunesse, Miss Catastrophe, a été publié en 1993 aux Éditions du Raton laveur.
De 1977 à 1991, elle est journaliste dans différents magazines et journaux québécois. Elle est reporter et chef de pupitre du Petit Journal, le premier bulletin d'informations pour les enfants, de 1986 à 1991 à Télévision Quatre Saisons.